# Marthe Brienz
Marthe Brienz est un roman d'Émilie Arnal paru en 1909.
Marthe Brienz, l'héroïne du roman, devient orpheline à 24 ans et doit survivre en donnant des cours de chant. Au cours du récit, elle repousse trois prétendants qui se présentent à elle, de peur de ne pas respecter l'éducation chaste qui lui a été donnée, et bien qu'elle souffre de sa solitude. Elle voit peu à peu ses chances de se marier faiblir, et termine sa vie célibataire et malheureuse.
Dans Marthe Brienz, Émilie Arnal critique avec virulence l'éducation trop stricte donnée aux jeunes filles, qui les enferme dans un idéal de vertu inatteignable. La dimension féministe du roman est remarquée par la critique dès sa publication.

## Le roman

### Résumé
L'héroïne, Marthe Brienz, est une jeune femme ayant reçu une bonne éducation qui lui a permis de développer ses qualités intellectuelles. Fille d'un médecin décédé depuis plusieurs années, elle perd sa mère à 24 ans, et doit gagner sa vie en donnant des leçons de chant et de piano. Bien qu'elle n'ait pas de dot et qu'elle approche de l'âge auquel elle sera considérée comme une vieille fille, elle espère pouvoir se marier avec un homme juste et honnête.
À Paris, elle devient l'élève de monsieur Dorlhac, un professeur de chant qui lui fait des avances. Sachant qu'il est marié, Marthe le repousse, et retourne s'installer dans son Auvergne natale. Elle commence à y donner des cours et rencontre Maurice Vareines, l'oncle d'une de ses élèves, un homme beau, frivole et très riche. Il lui demande sa main, mais elle le repousse aussi : elle ne l'aime pas, et craint qu'on la prenne pour une femme vulgaire et intéressée si elle l'épouse. Elle revient finalement à Paris, où elle rencontre son dernier prétendant, Henri de Luze, époux de Charlotte, une de ses anciennes camarades de couvent. Charlotte est mourante et Henri se retrouve seul. Marthe cherche à le soutenir et à le consoler, et bien qu'elle se sente heureuse avec lui, elle refuse à nouveau de s'engager, de peur de mettre fin à leur bonheur.
Marthe, à nouveau seule, voit sa santé décliner. Elle prend une ultime élève, Suzanne, une jeune fille qu'elle instruit pour lui permettre d'avoir son brevet. Cette dernière amitié est l'occasion pour l'héroïne d'exposer son expérience et ses opinions sur la condition féminine. Le roman s'achève avec la mort de l'héroïne,.

### Personnages
- Marthe Brienz, l'héroïne.
- Madame Daubrée, une amie de la famille aux opinions conservatrices[5].
- Monsieur Dorlhac, professeur de chant et prétendant de Marthe. Elle le repousse car il est marié[2].
- Liette Bériard, une élève de Marthe, issue d'une riche famille[2].
- Maurice Vareines, oncle de Liette, deuxième prétendant de Marthe[2].
- Henri de Luze, troisième prétendant de Marthe.
- Charlotte, ancienne camarade de couvent de Marthe et épouse d'Henri[2].
- Nane, la servante de Marthe[2].
- Suzanne, une jeune fille que Marthe instruit dans les dernières années de sa vie[2].

### Accueil critique
Marthe Brienz est publié dans un contexte d'éclosion de la « littérature féminine », comme l'écrit Gauthier Ferrières dans son compte-rendu du roman : « Les femmes ont absolument envahi la littérature depuis quelques années ». Il est plutôt bien accueilli par la critique, qui y voit un « douloureux et beau roman » (Le Penseur), « ardent et plein de vigueur » (L'Auvergne littéraire et artistique). Selon L'Union aveyronnaise, « c'est une œuvre tout à fait remarquable et qui place Mlle Émilie Arnal à côté des romancières les plus en vue ».
Marthe Brienz est sélectionné pour le « Prix Jeune Roman » des Annales politiques et littéraires en 1911. Il est finalement remporté par Jean Balde pour Les Ébauches.

## Analyse

### Contraintes sociales imposées aux femmes
Selon Sophie Pelletier, Marthe Brienz met en lumière les « contraintes sociales impossibles à respecter en ce début de XXe siècle ». L'héroïne n'a pas reçu une éducation « à la garçonne », mais au contraire une éducation féminine classique qui la rend trop chaste et ignorante « des jeux de séduction, lesquels exigent une pratique antagoniste à la morale prônée, mais dont toute jeune fille se doit de maîtriser les rouages ». Ce thème apparaît dans d'autres romans contemporains, comme Vieille fille tu seras ! d'Antoinette Montaudry, paru en 1912.
Bien qu'affranchie et toujours critique des opinions des autres, Marthe Brienz aspire au mariage et à la maternité. Mais ces aspirations se heurtent aux principes de son éducation : « je voudrais être [...] aimée, heureuse, mais en restant fidèle à l'idéal d'honneur que j'ai reçu des miens ». Elle renonce aussi à une carrière de comédienne, qui salirait sa réputation et éloignerait tout espoir d'épouser un homme respectable selon les critères de son éducation.

### Opinions féministes
La dimension féministe du récit est remarquée dès la sortie du livre. Le critique Gauthier Ferrières, dans un article de 1909, écrit : « au moment où chacun parle d'émancipation féminine, un livre tel que Marthe Brienz mériterait la meilleure fortune ». Pour Sophie Pelletier, l'histoire met en avant le fait que Marthe Brienz, en respectant à la lettre les consignes données aux jeunes filles pour leur permettre de trouver un mari respectable, se retrouve finalement seule et malheureuse. À la fin du roman, l'héroïne critique avec virulence les préceptes imposés aux jeunes filles et aux femmes :

« Sur quelles conventions hypocrites aux conséquences tragiques est basée l'éducation que l'on donne aux jeunes filles ? [Les hommes] imposent aux femmes la tradition des vertus dont ils profitent. »

Gauthier Ferrières cite d'autres passages, où l'héroïne appelle à l'égalité entre hommes et femmes :

« Nous ne sommes ni des déesses impassibles ni des êtres inférieurs et méprisables ; nous sommes douées de sensibilité, de conscience et de raison, et nous pouvons nous hausser vers l'idéal qui doit être le vôtre, ô vous que nous appelons nos pères, nos amis, et nos fils ! »

### Un thème récurrent chez Arnal
Un critique de Limoges illustré suggère que Marthe Brienz comporte des éléments autobiographiques— Arnal, qui a 46 ans lorsque paraît Marthe Brienz, ne se mariera jamais. Les thèmes qui y sont abordés sont aussi présents dans d'autres de ses livres, notamment La Maison de Granit, un recueil de poèmes publié en 1910, où elle aborde à la première personne les thèmes de l'impossibilité à voir ses rêves d'amour idéal se réaliser, et sa grande solitude. Un critique de L'Union aveyronnaise cite un poème issu de ce recueil « où elle a admirablement résumé le sujet de Marthe Brienz » :

« Ô femme, il faut choisir : ou rester asservie,
Esclave des désirs qui toujours font pleurer,
Ou solitaire et pauvre à jamais demeurer
Et planer, libre et fière, au-dessus de la vie. »

— « Il faut choisir », La Maison de Granit